# 希拉莱格利斯
希拉莱格利斯（法語：Chirat-l'Église，法語發音：[ʃiʁa leɡliz]）是法国阿列省的一个市镇，属于蒙吕松区。

## 地理
希拉莱格利斯（46°14'35"N, 3°2'4"E）面积18.48 平方千米，位于法国奥弗涅-罗讷-阿尔卑斯大区阿列省，该省份为法国中部省份，北起涅夫勒省、西北接谢尔省，西南至克勒兹省，南至多姆山省，东南临卢瓦尔省，东临索恩-卢瓦尔省。
与希拉莱格利斯接壤的市镇（或旧市镇、城区）包括：贝勒纳沃、库唐苏兹、卢鲁德布布勒、莫内斯捷、塔尔热、韦尔尼斯。

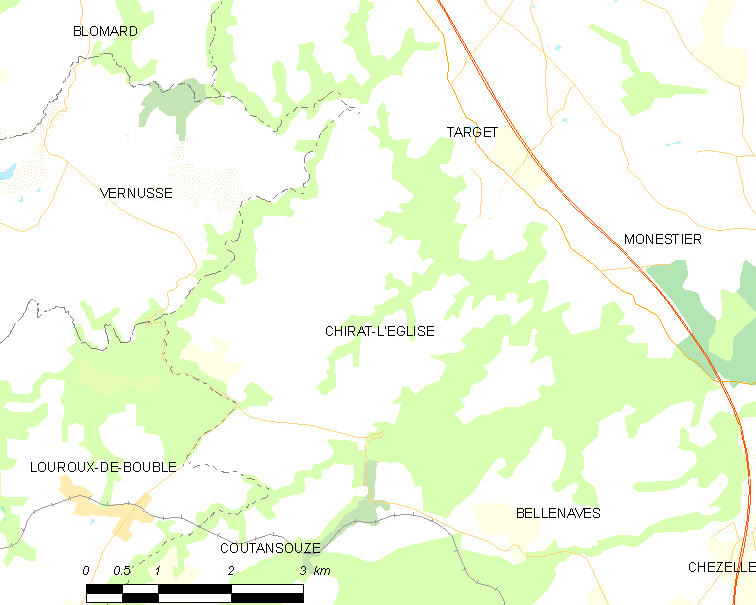
希拉莱格利斯的OSM定位图

希拉莱格利斯的时区为UTC+01:00、UTC+02:00（夏令时）。

## 行政
希拉莱格利斯的邮政编码为03330，INSEE市镇编码为03077。

## 政治
希拉莱格利斯所属的省级选区为加纳县。

## 人口

1962-2008年间希拉莱格利斯人口变化图示

希拉莱格利斯于2022年1月1日时的人口数量为128人。